# 卡齊姆·奧薩

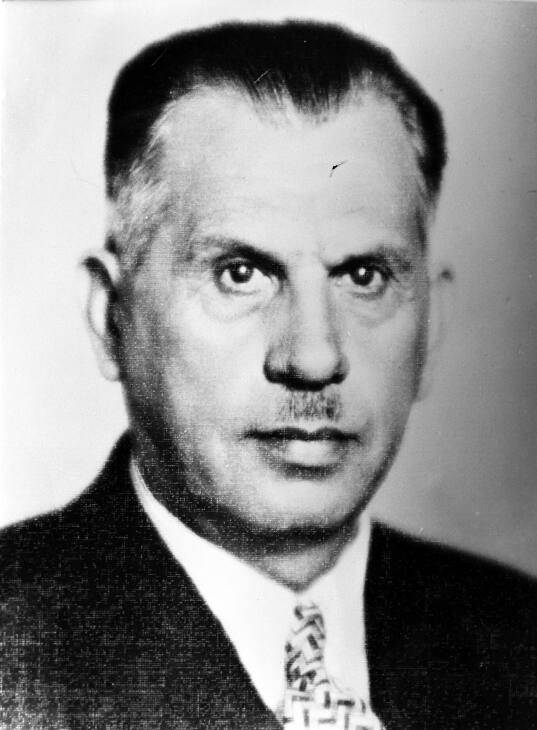
卡齊姆·奧薩

卡齊姆·奧薩（1880年—1968年6月），土耳其军官、政治家，土耳其独立战争中領導之一。

## 生平

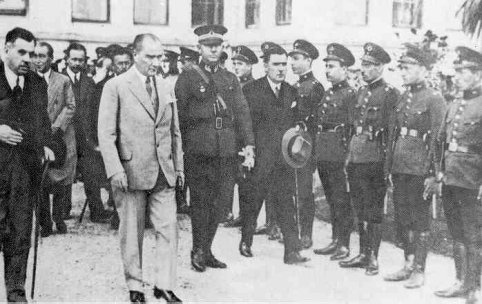
凱末爾与卡齊姆·奧薩离开多爾瑪巴赫切宮。

出生在韋萊斯(今马其顿共和国內)，在奥斯曼帝国科索沃自治区一个阿爾巴尼亞族家庭，1902年毕业于奥斯曼军事学校。 他於1909年涉及參與331事件，亦曾參與巴尔干战争，到1917年被晋升为上校，活躍於土耳其独立战争中。 1921年因萨卡里亚戰役表現再次獲得晋升。
其後於1921年至1925年，他成為新成立的土耳其共和国巴勒克埃西尔省国会议员，並在1935年至1939年担任国防部长，更在1924年至1935年当选土耳其大国民议会发言人。最後一次公職是1950年当选为凡城省议会议员。 隨後1954年他退出了政治參與。 传言是因他反對关闭拜克塔什教團中心的決定引起爭議。
卡齊姆·奧薩晚年撰写他的回忆录Milli Mücadele(国家的斗争)。他最終於1968年6月在安卡拉去世，他的遗体被移送至土耳其国家公墓中。

## 外部鏈結
- 互联网档案馆中卡齊姆·奧薩的作品或与之相关的作品